# Pierre Menjucq
Pierre Menjucq, né le 26 septembre 1937 à Morlaàs (Basses-Pyrénées) et mort le 12 décembre 2023 à Cambo-les-Bains,, est un médecin et homme politique français.